# Descente d'Inanna aux Enfers
Vous lisez un « article de qualité » labellisé en 2017.

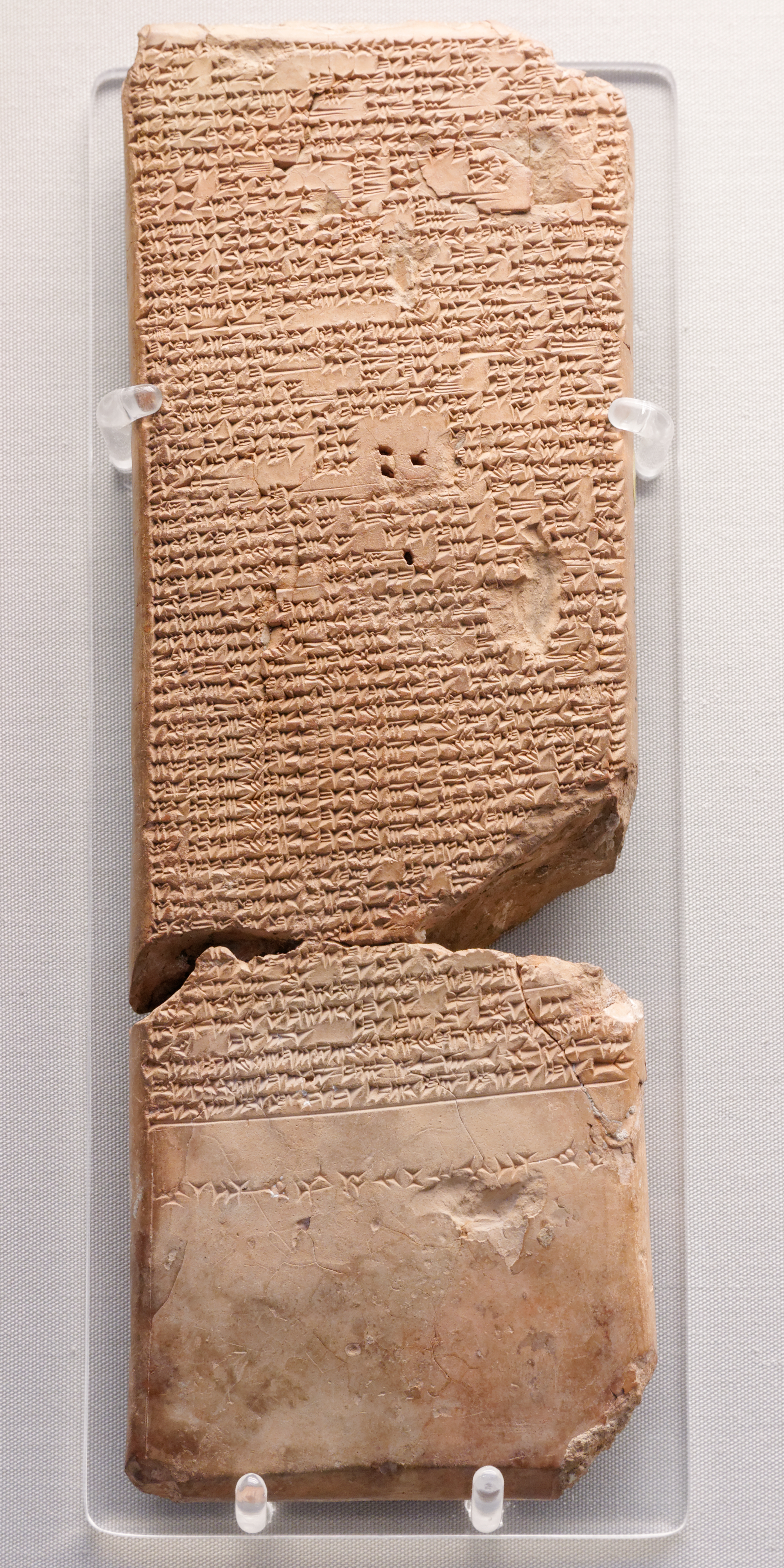
Copie de la version akkadienne de la Descente d'Ishtar aux Enfers, issue de la « Bibliothèque d'Assurbanipal » à Ninive,, en, Royaume-Uni.

La Descente d'Inanna aux Enfers (ou, dans sa version akkadienne, Descente d'Ishtar aux Enfers) ou Angalta (« Du grand ciel ») est un mythe sumérien qui raconte comment la déesse Inanna (Ishtar en akkadien) descend aux Enfers afin d'en renverser la dirigeante, sa sœur Ereshkigal, la « Reine des Morts ». Mais après avoir été dépouillée de tous ses atours, elle meurt et son cadavre est mis à pendre sur un clou. Le dieu Enki intervient indirectement et redonne vie à Inanna. La déesse, sur le chemin du retour, doit cependant, en échange de sa liberté, livrer un autre humain vivant afin qu'il la remplace dans le monde d'en-bas. Elle choisit Dumuzi, son époux, qui est emmené sans ménagements aux Enfers. À la suite des pleurs de la sœur de Dumuzi, Geshtinanna, le sort du malheureux époux est allégé : il ne reste aux Enfers que durant une partie de l’année et y est remplacé par sa sœur durant l’autre partie.
Ce mythe est connu sous deux versions différentes : l'une en sumérien, l'autre en akkadien. La version akkadienne est découverte et traduite en premier dans les années 1860. L'existence de la version sumérienne, plus longue et plus ancienne, est connue au début du XXe siècle mais les épigraphistes mettent une cinquantaine d'années à en reconstituer l’intégralité et à la traduire complètement.
Tant par le nombre de personnages que par les aspects développés dans son intrigue, le récit de la Descente d'Inanna aux Enfers est porteur de nombreuses informations sur la culture mésopotamienne qu'il a marquée à tel point qu'on en retrouve des traces en Grèce, en Phénicie et dans l'Ancien Testament. Au XXe siècle, ce récit est utilisé par certains théoriciens de la psychanalyse pour illustrer certains mécanismes psychiques.

## Une longue reconstitution épigraphique
Le mythe de la Descente d'Inanna aux Enfers apparaît en deux versions : une version écrite en sumérien et une autre, réécrite en akkadien où la déesse apparaît sous le nom d'Ishtar. Ces deux versions ne sont pas des traductions fidèles l'une de l'autre mais deux rédactions différentes.
La version akkadienne du mythe constituée de 138 lignes, intitulée la Descente d’Ishtar aux Enfers, est la première version à avoir été découverte. Parmi plusieurs fragments de tablettes d'argile retrouvés dans les années 1860 à Ninive et à Assur, se dégagent deux textes très complets écrits dans les alentours du début du Ier millénaire av. J.-C. mais dont l'origine semble remonter à 1600 av. J.-C.. Hormis quelques légers déplacements et quelques différences de style, les deux textes sont à peu près identiques et peuvent servir à la reconstitution de l'intrigue. La traduction faite à partir de ces fragments est l'une des premières œuvres littéraires akkadiennes à être publiée dans une langue moderne.

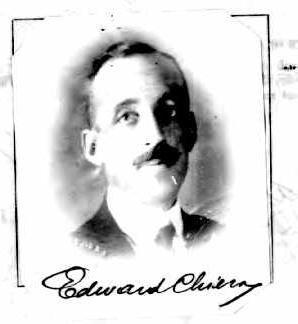
L'archéologue Edward Chiera (en 1924) qui trouve le second morceau de la tablette d'Istanbul au en à Philadelphie.

La version sumérienne Descente d'Inanna aux Enfers, composée de 400 lignes, est l'appellation moderne du mythe, l'incipit qui désigne le texte sumérien lui donne le titre de Angalta qui signifie « Du grand ciel ». Cette version, découverte après la version akkadienne, est historiquement antérieure : elle est écrite vers le XVIIe siècle av. J.-C., mais la date de son origine reste inconnue. Elle est patiemment reconstituée par les épigraphistes du début du XXe siècle à partir de plusieurs fragments de tablettes découverts à Nippur. Arno Poebel et Stephen Langdon commencent les premiers travaux de reconstitution avec de petits morceaux de textes et la moitié supérieure d'une tablette à quatre colonnes conservée au musée archéologique d'Istanbul. Mais alors qu'il manque encore un bon nombre d'éléments qui empêchent la reconstitution logique de l'histoire, l'archéologue Edward Chiera trouve le second morceau de la tablette d'Istanbul au University Museum à Philadelphie et une première traduction qui se veut entière est publiée en 1936.
Cependant pour l'historien Samuel Noah Kramer, le récit reste encore lacunaire. De nombreux passages de la version akkadienne semblent trop allusifs pour être rapprochés de la version sumérienne. En outre, certains fragments sont difficiles à placer dans le bon ordre. Aussi, le chercheur continue-t-il la compilation de fragments répartis entre Istanbul et Philadelphie. Avec la trouvaille en 1942 d'une tablette de 94 lignes à l'Université Yale, le récit change totalement de structure : contrairement à ce que pensent les chercheurs de l'époque en se basant sur le mythe d'Orphée et les premières traductions de la Descente d'Ishtar, Inanna ne descend pas aux Enfers pour y rechercher Dumuzi mais bien pour y étendre son pouvoir. Sa descente précède donc celle de son époux. Outre, l'assimilation au  mythe d'Orphée, cette méprise s'explique également par l'extrême complexité de la fin du mythe akkadien : les douze dernières lignes de cette version qui concernent Dumuzi sont encore de nos jours (2021) sujettes à des problèmes d'interprétation. Ainsi, la version sumérienne du mythe — dont il ne manque en  1951 qu'une vingtaine de lignes vers la fin — est enfin comprise et publiée presque en entier dans les années 1950. D'autres travaux de reconstitution, notamment éclairés par la découverte d'une tablette à l'ancienne ville d'Ur constituée de 74 lignes traduite en 1963, se poursuivent pour arriver à une version anglaise plus complète en 1974 par William R. Sladek et française en 1980 par Jean Bottéro.
En 1996, Bendt Alster relit un passage de la fin du texte de la Descente d’Inanna aux Enfers et arrive à la conclusion étonnante que c'est Inanna elle-même qui intercède en faveur de Dumuzi, qu’elle a si cruellement envoyé aux Enfers, afin d’obtenir son retour saisonnier à la vie. De nouvelles traductions françaises et anglaises sont effectuées par Pascal Attinger en 2016 (revue en 2021) et en 2021 par Bénédicte Cuperly qui propose, en outre, de nouvelles perspectives au récit.

## Personnages principaux de l’œuvre

### Inanna Ishtar
La déesse Inanna (la « Dame du Ciel » en sumérien) ou Ishtar en akkadien est une des principales figures du panthéon mésopotamien. Fille de Sîn (Nanna, en sumérien), dieu de la Lune, et de son épouse Nikkal, elle a pour frère le dieu Soleil Shamash (Utu, en sumérien) et Ereshkigal pour sœur aînée. Déesse de l'amour, du rut mais aussi de la guerre, du grain et de la prospérité, de la prostitution et des choses interdites comme le changement de sexe, la difformité ou les déguisements, le domaine de ses activités est tellement large qu'elle semble accumuler par syncrétisme les caractéristiques de plusieurs déesses apparues et disparues au cours de l'histoire de la Mésopotamie,. Elle est également celle qui élève les rois et, en cette qualité, elle s'unit à eux — dans le cadre de la hiérogamie — afin de leur assurer la prospérité.
À la lumière de la Descente d’Inanna aux Enfers et des autres récits y afférents comme Inanna et Bilulu, Inanna est décrite comme une déesse conquérante et vindicative. Principe du mouvement et du dynamisme, elle semble représenter un personnage intermédiaire entre la vie et la mort. Elle voyage entre Ciel et Terre, cela s'illustre par le pouvoir qu'elle a d'ouvrir les portes des Enfers et la menace qu'elle profère d'envoyer les morts manger les humains. Elle apparaît aux yeux d'Enlil, Nanna ou Enki comme une déesse impétueuse et irréfléchie. Enki ne se prive pas de penser pour lui-même que l'excentricité, la fantaisie ou le caractère lunatique de la déesse tombe fort peu à propos.

Parallèlement, Innana est une déesse sans mari mais qui a de nombreux amants. Ceux-ci, au contact de cette dernière, changent d'état et meurent peu après. Cela se confirme par le passage de l'Épopée de Gilgamesh où Gilgamesh ne se laisse pas séduire par Ishtar (appelée « princesse » dans le récit). Il se garde de son amour et lui reproche de n'avoir jusqu'alors créé que le malheur de ses amants dont il énumère ensuite la liste qui commence par Tammuz.
Pas un de tes amants

Pas un de tes favoris,

Qui aurait échappé à tes pièges !

Viens çà, que je te récite

Le triste sort de tes amoureux ! 

[…] 

Tammuz, le chéri de ton jeune âge,

Tu lui as assigné

Une déploration annuelle !
— L'épopée de Gilgamesh (version Ninivite)
Jean Bottéro souligne qu'Inanna/Ishtar est montrée, dans la Descente d'Inanna aux Enfers, non pas comme une déesse de la fécondité ou de l'abondance mais comme une amante, une gardienne de l'amour libre dont la fougue vindicative ne connaît aucune limite. C'est notamment illustré par l'épisode de la version akkadienne où la mort de la déesse provoque la cessation de toute activité d'amour physique et d'accouplement. Même si l'accouplement est un préliminaire nécessaire à la fécondité et à la reproduction, la fonction d'Ishtar n'entre en rien dans le cadre de cette fécondité et se limite à l'attirance physique, la sexualité et au désir.

### Ereshkigal

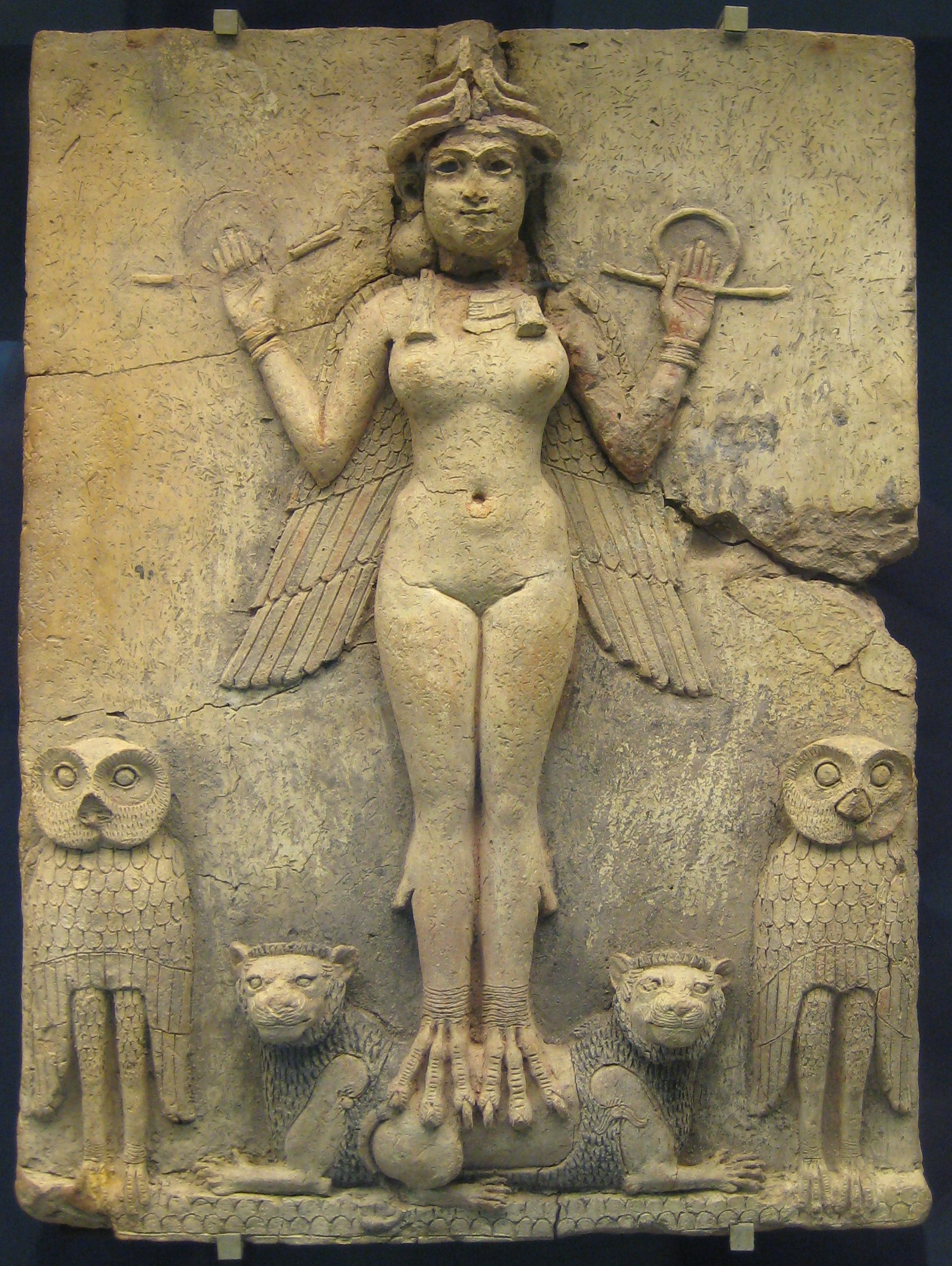
La Plaque Burney également appelée en représente fort probablement la déesse Ereshkigal. en, Londres.

Plus statique que sa sœur cadette Inanna, Ereshkigal est la « Reine du monde d'en dessous » ou la « Reine des morts ». Elle représente la mort, mais, contrairement à sa sœur, donne naissance à des enfants : les jeunes gens qui meurent sur Terre avant leur temps. Ce qui cause les douleurs d'enfantement qu'elle ressent dans la Descente d'Inanna aux Enfers. Mais pour Francis Joannes, cette affliction trouve sa source dans le malheur et la tristesse de ces humains fauchés avant qu'ils aient vécu les meilleurs moments de leur existence. Elle règne dans un « palais de lapis-lazuli » assistée par son vizir Namtar et par la scribe des Enfers, Geshtinanna, sœur de Dumuzi et épouse de Ningishzida. Elle s'accompagne également des sept Annunaki — les juges des Enfers — qui, dans le récit de la Descente d'Inanna aux Enfers, condamnent Inanna à rechercher un substitut afin de la remplacer dans les enfers.

#### Gugalanna
Le mythe akkadien de Nergal et Ereshkigal fait d'Ereshkigal l'épouse du dieu Nergal. Mais, dans la Descente d'Inanna aux Enfers, on lui attribue Gugalanna comme mari. Son nom signifie probablement « Inspecteur des canaux d'An » et peut être un nom alternatif d'Ennugi.
Le nom de Gugalanna pourrait également signifier le « Taureau du Ciel ». C'est, par ailleurs, sous le prétexte de partager le deuil de Gugalanna avec sa sœur qu'Inanna demande d'entrer dans le monde des Enfers. Il semblerait que la réaction négative d'Ereshkigal à l'arrivée d'Inanna soit liée à ce qu'elle pourrait considérer comme un prétexte avancé par sa sœur : le désir manifeste de déplorer la mort du grand Taureau du Ciel pouvant être considéré comme quelque peu insensible ou insolent de la part d'Inanna, surtout s'il est possible de considérer ce Taureau du ciel comme la même créature dont la mort prématurée survient à son combat contre Gilgamesh indirectement à cause d'Ishtar.

### Namtar
Dans la version akkadienne, Ereshkigal est secondée par son vizir Namtar. Il est considéré comme le dieu de la maladie et des épidémies. C'est, d'ailleurs, lui qui est chargé de lâcher les « Soixante maladies » sur Ishtar, la vouant à une mort certaine. Mais il est également chargé de verser l'eau contenue dans l'« Outre » afin, cette fois, de redonner vie à Ishtar. Certains le considèrent également comme un enfant d'Ereshkigal, le premier enfant né de la déesse à la suite d'une mort prématurée sur Terre,.

### Enki
Dieu des eaux douces souterraines (l'Apsû) Enki (Ea en akkadien) commence à vivre dans les eaux d'Apsû avant même que les êtres humains voient le jour. Sa femme Ninhursag, sa mère Nammu et une variété de créatures subordonnées y résident également. Son principal sanctuaire est l'Eabsû (maison de l'Absû).
Patron des arts et des techniques, il est le dieu civilisateur et ordonnateur du Monde. Il est le maître des « Me » qu'il garde dans sa ville, Eridu. C'est, d'ailleurs Inanna qui, dans le mythe d'Inanna et Enki, lui en dérobe une partie. Il est également le créateur et le protecteur des hommes ; il les avertit de l'arrivée prochaine du Déluge et leur permet de s'en préserver sans trahir l'assemblée des dieux. C'est lui qui instruit les hommes, par l'intermédiaire des apkallu et d'Adapa. Ingénieux et intelligent, il se rend indispensable aux autres dieux par la résolution des problèmes les plus ardus : dans Nergal et Ereshkigal, il aide Nergal à réparer l'affront dont ce dernier s'est rendu coupable auprès d'Ereshkigal, dans l’Épopée de la Création, il sauve les jeunes dieux de la colère de l'Absû et, dans le cas présent, ressuscite Inanna morte dans les Enfers. Tous ces actes font qu'Enki se révèle ordinairement comme le protecteur des hommes, alors que la tradition fait des autres dieux la source des problèmes qui affligent les humains.

### Le galatura et le kurgara

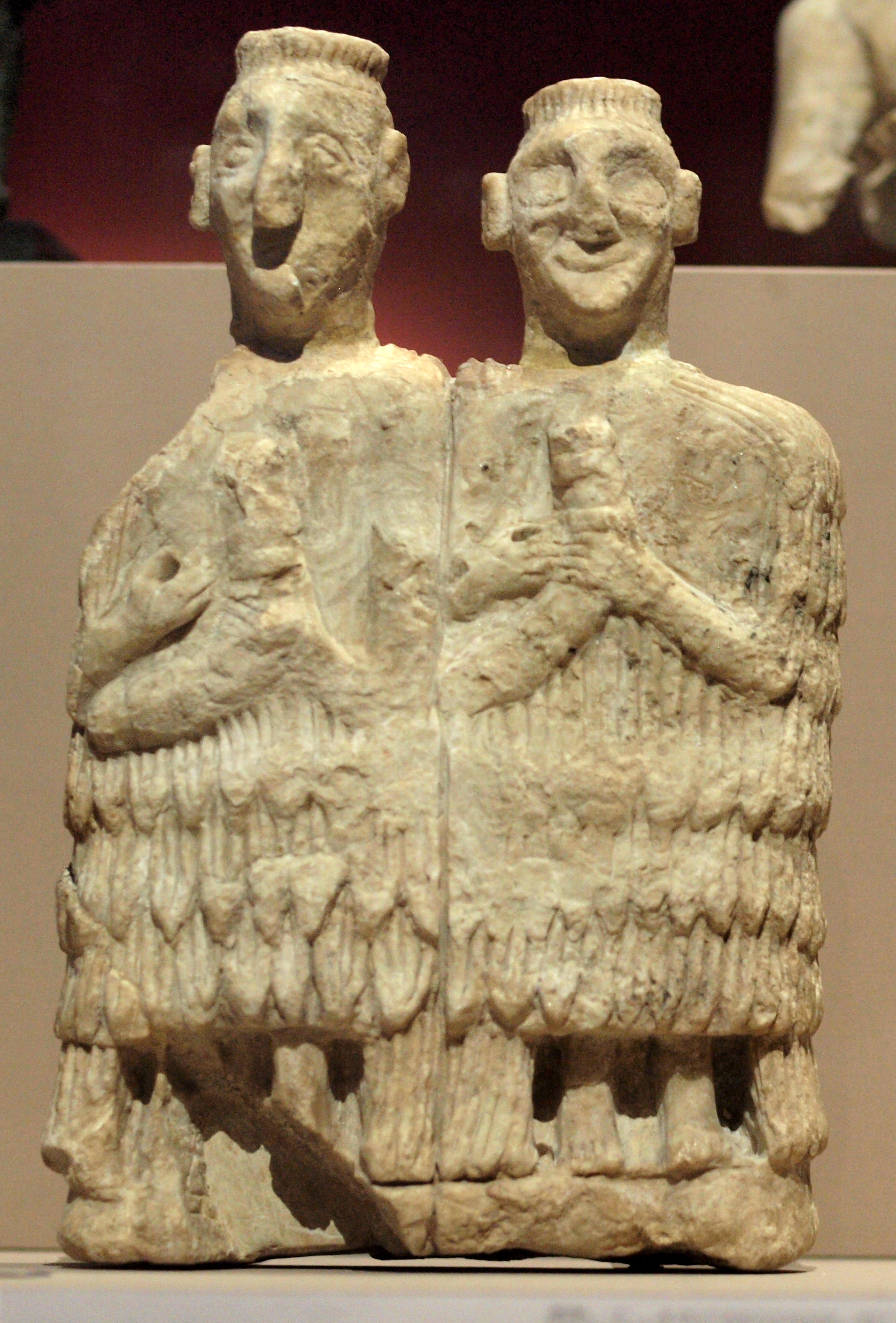
« Couple de musiciens ». Statuette en albâtre, découverte à Mari, dans la chambre des prêtres du temple d'Inanna. Milieu du Musée du Louvre, Paris

Créés par Enki, le galatura (chef des lamentateurs) et le kurgara (assinum en akkadien ou « chanteur ») sont des êtres dont le sexe est imprécis — de même que, dans la version akkadienne, « Âsu-su-namir » qui veut dire « Son apparition est éblouissante » qui est un assinum qui agit seul.  Entre féminin et masculin, ils ne sont pas tout à fait considérés comme des humains et peuvent, donc, entrer et sortir des Enfers sans danger et même être invités dans la chambre à coucher de la Reine des Enfers afin de compatir à ses douleurs ou la divertir dans la version akkadienne. Leur créateur Enki est, par ailleurs, coutumier de ce type de personnage : dans le mythe Enki et Nimmah, il trouve une utile fonction dans la société sumérienne à tous les hommes et femmes difformes créés par Ninmah.
Une relation entre les personnages du galatura et du kurgara d'une part et les membres du clergé d'Inanna d'autre part est établie. Bien que rien ne puisse à l'heure actuelle indiquer qu'ils subissent ou non une quelconque castration physique, il semble que des hommes efféminés servent comme officiants dans les temples d'Inanna. Aux mœurs vestimentaires, sociales et sexuelles différentes, ils sont considérés par la population comme ayant des pouvoirs magiques et inspirent le respect et, souvent, la crainte.
Le fait qu'Enki les crée à partir de la crasse de ses ongles ou que, dans la version akkadienne, Âsu-su-namir l'assinum subit la malédiction d'Ereshkigal  à être, à tout jamais, mis au ban de la société pour avoir trompé la déesse des Enfers semble indiquer l'infamie de leur statut. Cependant, l'historienne Julia Assante souligne que la fonction de « kurgara » est bel et bien encadrée par un statut social bien précis : n'ayant que la déesse comme famille, ils portent  parfois le nom de leur fonction comme nom de famille ; leurs obsèques et l'entretien de leurs sépultures (pour une vie confortable au Pays sans retour) sont assurés par le clergé et par la famille royale ; officiants de la déesse de la guerre, ils ont également l'oreille des rois en tant que conseillers politiques et militaires. Elle ajoute que, dans la Descente d'Inanna aux Enfers, le galatura et le kurgara sont également traités de « divins » par Ereshkigal — « Divins, je vous adresserai un salut favorable » — et que le fait qu'ils sont issus de la poussière des ongles d'Enki n’implique aucunement une déchéance sociale. Au contraire, ils peuvent fort probablement être perçus par les auditeurs du récit comme de véritables héros capables de ressusciter la déesse Inanna.

### Dumuzi
Dumuzi (« Fils légitime » en sumérien) ou « Tammuz » en babylonien, est un dieu lié à l'abondance. Il semble être le fruit de syncrétismes — probablement préhistoriques — réunissant plusieurs divinités de Sumer en relation avec la végétation ou avec le bétail.

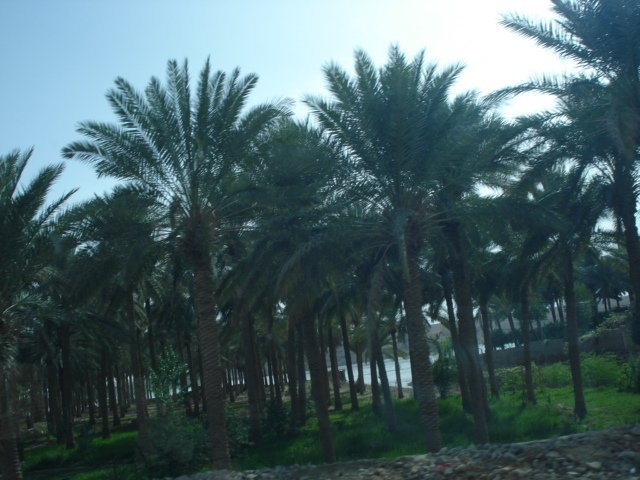
Dattiers près de l'Euphrate dans la région de Bagdad (Irak).

Dumuzi symbolise, à travers sa mort et sa renaissance, le cycle des saisons. Son union  avec Inanna semble issue d'un rituel lié à la récolte des dattes dans lequel la déesse protectrice des greniers et des silos attire et accueille Dumuzi producteur de dattiers. Cette union crée ainsi prospérité et abondance auprès de la collectivité.  
La mort de Dumuzi symbolise l'arrivée de l'été brûlant, de la sécheresse et de la pénurie de nourriture ; elle inspire l'écriture de nombreux textes de lamentations. Ainsi, Dumuzi reste une partie de l’année aux Enfers durant la période sèche et l’autre partie sur Terre, pour la période des cultures et des moissons, ce qui rattache le personnage au calendrier agricole ou à celui des activités d'élevage.
Il est également appelé « Dumuzi le berger » en tant que cinquième roi légendaire d'avant le Déluge. Il est souverain de la ville de Bad-Tibira probablement parce que s'y déroule le culte du dieu Dumuzi. À partir de la troisième dynastie d'Ur, les rois — qui s'unissent déjà rituellement avec Inanna — semblent s'identifier pleinement à « Dumuzi le berger » en tant que bergers du peuple. Ainsi, le « grand Pommier du plat-pays de Kulaba », cité dans le récit de la Descente d'Inanna aux Enfers pourrait bien être le trône d'Uruk sur lequel siège un roi appelé « Dumuzi le pêcheur », quatrième roi de la première dynastie d'Uruk-Kulaba, bien après le légendaire déluge.

### Geshtinanna
Geshtinanna est la sœur de Dumuzi. L'interprète des rêves, elle est également la scribe des enfers et la reine des vignes. Elle est souvent présentée comme fidèle, loyale au point d'une abnégation quasi totale. Dans la version du mythe de la Descente d'Inanna aux Enfers découverte à Ur, elle subit de nombreuses tortures sans même trahir son frère.
La version sumérienne raconte comment elle s'est offerte en tant que substitut à la mort de son frère. Chaque demi-année, l'échange des deux personnages se poursuit entre le monde des vivants et le royaume des morts de sorte que Geshtinanna et son frère Dumuzi entrent tous deux dans le cycle éternel des saisons. Par contre, la version akkadienne du mythe reste très vague à ce sujet : Geshtinanna pleure la mort de son frère, mais celui-ci remonte grâce aux rites de lamentations décrits dans les dernières lignes du poème alors que rien n'indique clairement que sa sœur le remplace aux Enfers. C'est ce passage de fin qui a conduit les premiers exégètes de la Descente d'Inanna aux Enfers à conclure, à tort, qu'Inanna est partie délivrer Dumuzi des Enfers.

## Les récits mythologiques
Du IIIe millénaire av. J.-C. au Ier millénaire av. J.-C., la Descente d’Inanna aux Enfers, récit probablement écrit par le clergé d'Inanna, est lue et récitée en langue sumérienne et akkadienne dans les plus grandes cités de Mésopotamie au point de constituer un aspect majeur de la culture suméro-akkadienne,. Voici un résumé de la version sumérienne et de la version akkadienne.

### Version sumérienne
Inanna, déjà déesse et reine du Ciel, décide de se rendre aux Enfers, au « Pays sans Retour », où réside sa sœur et ennemie jurée Ereshkigal. Le texte ne dit pas quelle est sa motivation, mais les réactions des dieux Enlil et Nanna (quelques lignes plus loin) laissent sous-entendre qu'il pourrait s'agir d'un coup de tête dans le vraisemblable projet d'étendre son pouvoir au royaume de sa sœur. Quoi qu'il en soit, pour mener son entreprise à bien, elle parcourt les sept sanctuaires dont elle est la maîtresse et s'y équipe des sept « Me » dont elle est la détentrice.
Elle s'équipa des Sept Pouvoirs,

Après les avoir rassemblés et tenus en main

Et les avoir tous pris, au complet, pour partir !

Elle coiffa donc le Turban, Couronne-de-la steppe ;

Se fixa au front les Accroche-cœur ;

Empoigna le Module de lazulite ;

S'ajusta au cou le Collier de lazulite ;

Disposa élégamment sur sa gorge les Perles couplées ;

Se passa aux mains les Bracelets d'or ;

Tendit sur sa poitrine le Cache-seins « Homme ! Viens ! Viens ! » ;

S'enveloppa le corps du pala, Manteau royal,

Et maquilla ses yeux du Fard « Qu'il vienne ! Qu'il vienne ! ».
— Descente d’Inanna aux Enfers - XVIIe siècle av. J.-C.

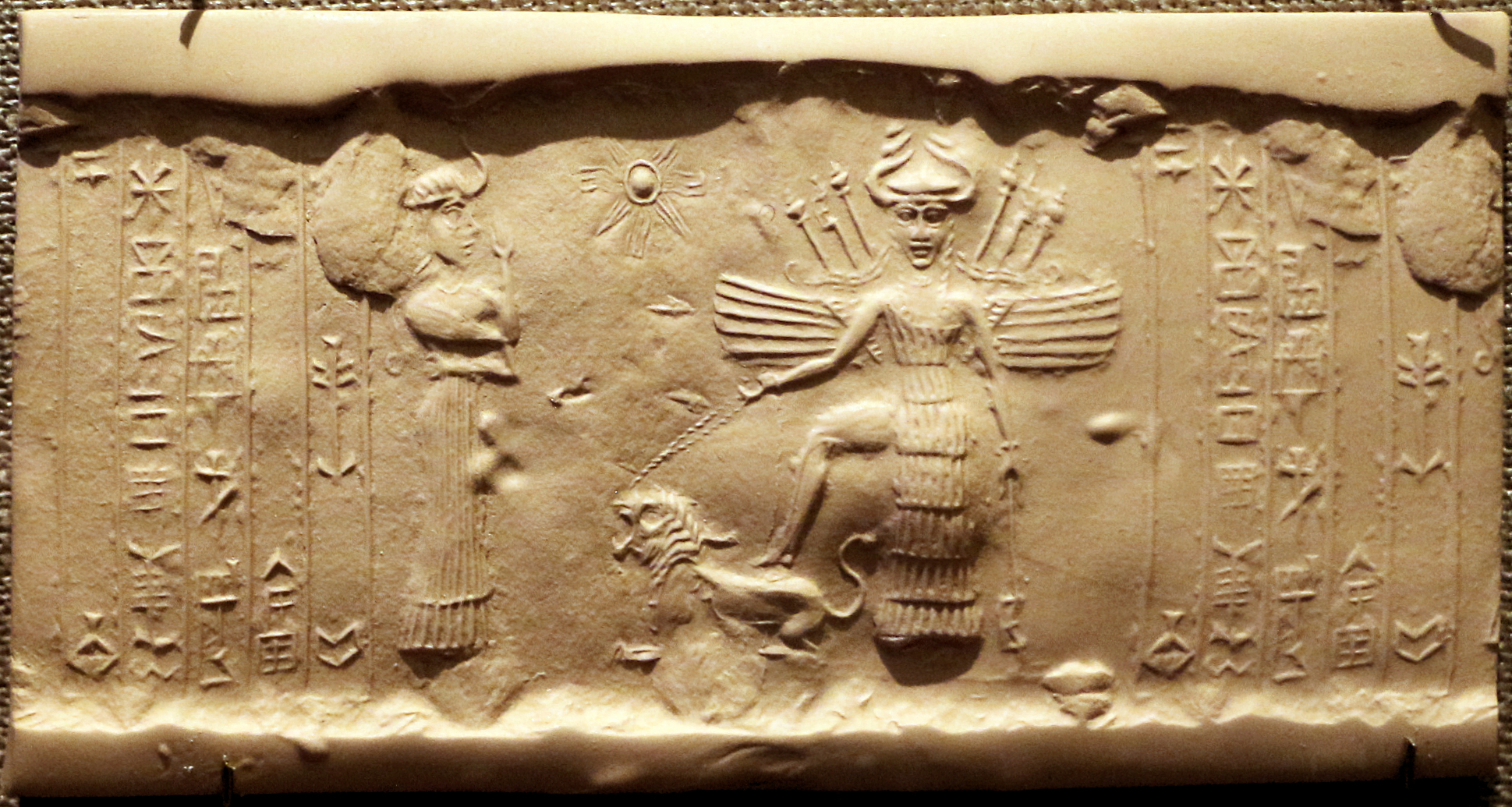
Impression moderne d'un cylindre représentant la déesse Inanna et son assistante Ninshubur, fin du, Institut oriental de Chicago.

Avant de partir, Inanna avertit son assistante Ninshubur. Tout en faisant le chemin vers la porte des enfers, la déesse lui donne ses instructions : Ninshubur doit d'abord effectuer les rites de lamentations à Inanna. Ensuite, au cas où la déesse ne revient pas après trois jours et trois nuits, l'assistante est chargée de prévenir les autres dieux. Elle doit commencer par Enlil, puis, si ce dernier n'accorde aucune aide, Nanna, et, enfin, en dernier recours, Enki. Au cours de ce périple, Ninshubur a, pour instructions, d'impressionner les dieux par son attitude endeuillée et sinistre consécutive à l'absence d'Inanna.
La sainte Inanna dit alors à Ninshubur :

« Viens çà ! Ma fidèle assistante de l'Éanna,

Mon assistante aux paroles habiles,

Ma messagère aux discours efficaces :

Me voici qui m'en vais dans le monde d'En-bas !

Lorsque j'y serai parvenue,

Élève en ma faveur une lamentation de catastrophe :

Bats le tambour au siège de l'Assemblée ;

Visite tour à tour les résidences des dieux :

Lacère-toi les yeux ; lacère-toi la bouche,

Lacère-toi la croupe (?) provocante (?),

Et, telle une pauvresse, ne te vêts que d'un pan d'étoffe !
— Descente d’Inanna aux Enfers - XVIIe siècle av. J.-C.
Une fois ces précautions prises, la déesse se rend aux Enfers. « Arrivée au palais de Ganzer, Inanna [heurte] d'un poing menaçant l'huis du monde d'En-bas » et, afin d'entrer, prétend venir se lamenter avec Ereshkigal « dont l'époux, sire Gugalanna, a été tué ». Mais cette dernière n'est pas dupe : avertie par son portier, elle feint d'accepter et laisse Inanna entrer dans son royaume. Accompagnée du portier, la déesse doit passer par sept portes. À chacune d'elles, le rite de passage lui impose d'enlever un bijou ou un vêtement. Ainsi, elle se présente nue devant Ereshkigal. Celle-ci appelle les Anunna, les Sept Juges des Enfers, qui condamnent Inanna à rester dans les Enfers. Ereshkigal lui impose de « demeurer morte » et la tue. Elle fait ensuite pendre le cadavre — également traduisible par « carcasse » issue d'un abattage, destiné à la cuisine — de la déesse à un clou.
Elle [Ereshkigal] porta sur Inanna un regard : un regard meurtrier !

Elle prononça contre elle une parole ; une parole furibonde !

Elle jeta contre elle un cri : un cri de damnation !

La Femme, ainsi maltraitée, fut changée en cadavre,

Et le cadavre suspendu à un clou !
— Descente d’Inanna aux Enfers - XVIIe siècle av. J.-C.

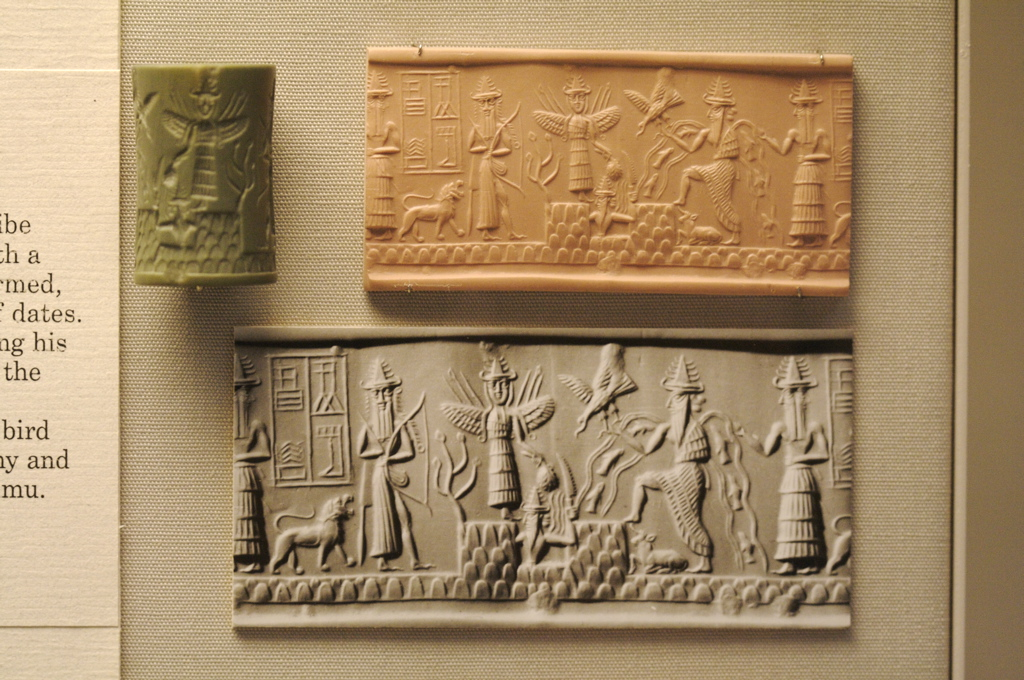
Sceau-cylindre de la période d'Akkad et son empreinte moderne représentant le dieu Ea sous sa forme courante, avec la tiare à cornes symbolisant la divinité et les eaux jaillissant au-dessus de ses épaules indiquant sa fonction de dieu des eaux douces souterraines, aux côtés de son vizir Ushmu (droite) et des divinités Ishtar et Shamash (à gauche). en, Londres.

Ne la voyant pas revenir, Ninshubur se rend chez Enlil à Nippur et chez Nanna à Ur. Mais ceux-ci refusent d'aider Inanna, les deux dieux estiment que la déesse s'est mise toute seule dans son tort.  Ninshubur se rend donc comme prévu à Eridu, chez Enki. Celui-ci, plus à même de comprendre les implications de la mort d'Inanna et d'inventer un stratagème pour amadouer Ereshkigal, accorde son aide à sa sœur. Il confectionne, à l'aide de la terre qui se trouve sous ses ongles, deux êtres asexués, le « kurgara », auquel il confie la « nourriture de vie », et le « galatura », auquel il confie le « breuvage de vie ». Il les envoie aux Enfers et, afin de s'attirer la sympathie de la Reine, il leur conseille de compatir aux douleurs qu'« À cause de ses enfants, Éreshkigal au lit, malade » est en train de subir.
Quand elle disait : Aïe ! Mes entrailles !, 

Ils lui disaient : « Ô notre souveraine dolente,

Aïe ! Tes entrailles ! » 

Et quand elle disait : « Aïe ! mes membres ! »                       

Ils lui disaient : « Ô notre souveraine dolente,

Aïe ! tes membres ! »

Si bien qu'elle leur déclara :

« Qui que vous soyez, vous autres,

Puisque vous exprimez la douleur passant

De mes entrailles à vos entrailles,

Et de mes membres à vos membres, 

Divins, je vous adresserai un salut favorable, 

Humains, je vous assignerai un destin favorable ! »
— Descente d’Inanna aux Enfers - XVIIe siècle av. J.-C.
Devant tant de sollicitude, Ereshkigal accepte donc d'offrir nourriture et boisson à ses nouveaux hôtes. Les deux êtres refusent l'offre et demandent plutôt le cadavre d'Inanna : « Offre-nous plutôt (disaient-ils) Le cadavre suspendu au clou ! ». Ensuite, ils versent sur le corps de la déesse la « nourriture de vie » et le « breuvage de vie » confiées par Enki et la ramènent ainsi à la vie. Mais, avant de remonter vers la Terre, Inanna est arrêtée par les juges des Enfers : si elle veut revenir sur terre et y rester, elle doit trouver un vivant pour la remplacer dans le monde d'En-bas.
Mais, alors qu'elle se préparait

À remonter du monde d'En-bas,

Les Anunna la retinrent (et lui dirent) :

« Qui donc, descendu au monde d'En-bas,

En est jamais ressorti quitte ?

Si donc Inanna veut remonter du monde d'En-bas, 

Elle doit nous remettre un substitut ! »
— Descente d’Inanna aux Enfers - XVIIe siècle av. J.-C.
Inanna remonte donc sur Terre accompagnée de sept démons gardiens des Enfers (« Gallu » : démons ou brigands) envoyés par les Anunna afin de veiller à ce que la recherche d'un « substitut » se déroule correctement. Elle se rend d'abord à Umma et à Bad-Tibira, où les divinités tutélaires se prosternent devant elle après avoir pratiqué les rites de deuil. Ceux-ci sont tour à tour saisis par les gardiens mais Inanna intercède en leur faveur, car ils ont respecté les rites du deuil. Ils échappent ainsi à la mort et la recherche continue. La déesse et son escorte visitent ensuite la ville d'Uruk Kulaba, « au grand Pommier du plat-pays de Kulaba » où réside son époux Dumuzi. Ce dernier l'accueille « confortablement installé sur une estrade majestueuse ». Inanna, furieuse de le voir aussi peu respectueux du deuil, dit aux démons de s'emparer de lui, et de l'emmener aux Enfers à sa place. Cependant, une autre traduction indique que la déesse n'agît pas par colère et qu'elle demande aux démons de prendre « quelque-chose » de Dumuzi (probablement sa vie terrestre).
Inanna porta sur lui un regard : un regard meurtrier

Elle prononça contre lui une parole : une parole furibonde

Elle jeta contre lui un cri : un cri de damnation ! 

« C'est lui ! Emmenez-le. »
— Descente d’Inanna aux Enfers - XVIIe siècle av. J.-C.

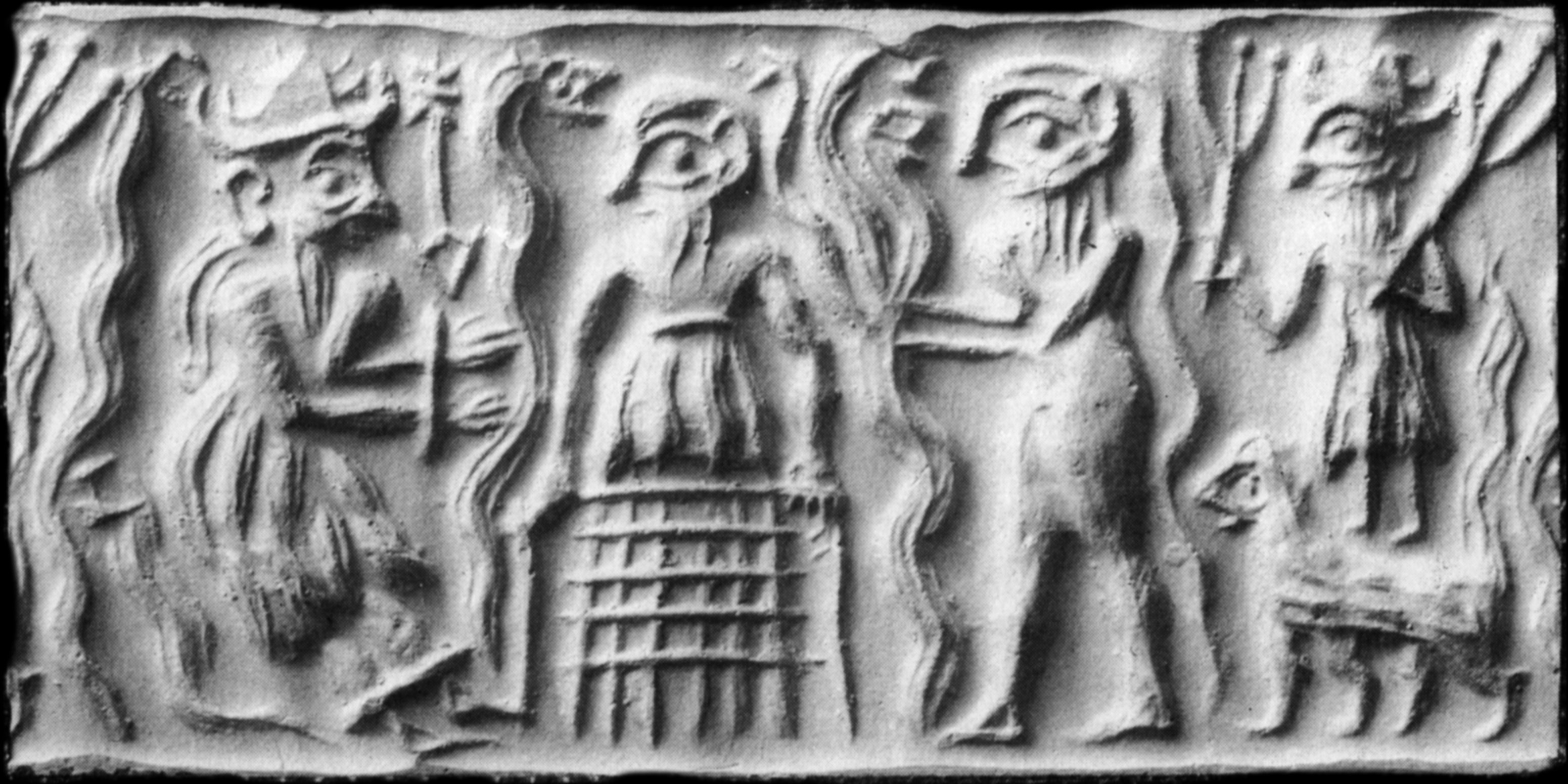
Empreinte de sceau-cylindre qui pourrait représenter Dumuzi pendant son séjour aux Enfers. Sortant d'un filet, il est entouré de deux serpents et de démons Gallu. en, Londres.

Face à cette malédiction, Dumuzi pleure et implore l'aide d'Utu, le frère d'Inanna, qui le change en serpent. Ici, une lacune dans le manuscrit oblige les chercheurs à s'inspirer d'autres textes. Dumuzi s'échappe donc et part s'abriter chez sa sœur Geshtinanna. Mais, informés par une mouche, les démons le rattrapent et il est emmené dans le « Kur » (qui veut dire à la fois « montagnes » et « Enfers »),. Cependant, après récolement du texte de Nippur, il semble qu'après que Dumuzi ait échappé provisoirement aux démons, Inanna pleure son défunt époux et en recherche son cadavre. Guidé par une mouche, elle le retrouve et le texte se conclut par un allègement du sort de Dumuzi.
En fonction de la lecture que l'on peut faire du texte lacunaire, plusieurs interprétations sont établies. Il se pourrait que ce soit Ereshkigal, déesse des Enfers, qui, apitoyée par les larmes de Dumuzi, adoucit le destin du malheureux. Elle décide donc qu'il ne restera qu'une partie de l'année aux Enfers et qu'il sera remplacé par sa sœur, Geshtinanna, le restant de l'année. Il est également possible de deviner que c'est Geshtinanna qui demande à Inanna de pouvoir remplacer son frère la moitié de l'année aux Enfers. Face aux pleurs de la sœur de Dumuzi, Innanna accepte d’intercéder auprès d'Ereshkigal afin de soulager la peine de son époux. Pour Bénédicte Cuperly c'est Inanna qui détermine seule que son époux revient parmi les vivants pendant une moitié de l'année et s'y fait remplacer par sa sœur Geshtinanna pendant l'autre moitié.
Comme [Innana] pleurait à cause de son époux, (elle dit) :

« Mon homme ! Après que tu fus emmené parmi les esprits errants,

À présent, hélas, [je vais fixer ta destinée ?] :

Toi : la moitié de l’année ; ta sœur : la moitié de l’année.

Le jour où on te fait venir : ce jour-là, que tu résides […]

Le jour où on la fera venir : ce jour-là, qu’elle […]. »
— Descente d’Inanna aux Enfers - XVIIe siècle av. J.-C.,
Le texte se termine par la conclusion et par une prière adressée à Ereshkigal.
Voilà comment la sainte Inanna

Fit de Dumuzi son substitut (?).

Comme il est doux de te célébrer, Auguste Éreshkigal!
— Descente d’Inanna aux Enfers - XVIIe siècle av. J.-C.
Un fragment de la même époque découvert à Ur présente, quant à lui, une histoire communément appelée Dumuzi et Geshtinanna et contient une fin différente : on retrouve Inanna apparemment remontée libre et seule des Enfers parmi les vivants sans son escorte de démons. Mais ceux-ci, envoyés plus tard par Ereshkigal viennent la chercher car elle n'a pas fourni de substitut pour la remplacer. Effrayée, la déesse choisit alors de livrer son mari Dumuzi aux démons. Elle ne donne ici aucune raison à son choix sinon qu'elle a peur de retourner aux enfers. Dans cette version, les démons sont beaucoup plus brutaux et battent Dumuzi qui implore Utu de le transformer en serpent. Utu accepte, moins touché par les pleurs du mari d'Inanna que pour réparer une injustice. Dumuzi s'enfuit et se réfugie chez sa sœur Geshtinanna qui tente de le cacher. Les démons retrouvent Geshtinanna et la torturent pour savoir où se cache Dumuzi. Mais, même si Geshtinanna ne souffle mot de la cachette de son frère, les démons retrouvent celui-ci et l'emmènent aux Enfers. Le fragment se termine par les cris de désespoir de Geshtinanna dans la ville. Ici, aucune allusion au retour de Dumuzi et à son remplacement par sa sœur ; mais la fin du manuscrit est manquante et une tablette entière pourrait encore faire défaut. Certains chercheurs ou traducteurs de la Descente d’Inanna aux Enfers, principalement Thorkild Jacobsen et même Jean Bottéro et Samuel Noah Kramer qui ne tiennent pas compte de cette tablette dans leur traduction de 1980, considèrent que ce texte fait partie de l'œuvre. Tandis que d'autres comme Bendt Alster ou Dina Katz pensent que ce texte en est indépendant.

### Version akkadienne
Si l'histoire reste globalement la même que la version sumérienne, et si les noms des dieux changent — Inanna devient Ishtar, Nanna devient Sîn, Enki devient Ea, Dumuzi devient Tammuz et Geshtinanna devient Belilli —, le texte est beaucoup plus court et de nombreux passages sont enlevés comme la toilette de la déesse ou l'entretien avec Nishubur, la partie consacrée à Dumuzi y est très courte et aucun autre membre de l'entourage d'Ishtar n'apparaît comme substitut possible. Pourtant d'autres détails s'ajoutent à la version sumérienne : le mythe s'appesantit plus sur l'inconfort des Enfers, sur les conséquences concrètes de la mort d'Ishtar dans le monde des vivants, Ereshkigal suppute les intentions d'Ishtar, convoque Namtar le juge des Enfers et donne des instructions aux différents soldats des Enfers. D'autre part, Ereshkigal inflige à Ishtar une punition différente de celle de la version sumérienne : Ereshkigal ordonne à son serviteur Namtar de « déchaîner » les « soixante maladies » sur Ishtar. Ce n'est donc pas une traduction de l'œuvre sumérienne, mais bien une nouvelle version,.
Ishtar décide de partir au « Pays sans retour ». Par « le chemin à l'aller sans retour », elle arrive à la porte des Enfers et s'adresse au portier :
Gardien! Ouvre ta porte !

Ouvre ta porte, que j'entre, moi qui te parle !

Si tu ne me laisses pas entrer,

Je martèlerai la porte, à en briser les verrous ;

J'en secouerai les montants, à en démolir les vantaux,

Et je ferai remonter les morts,

Qui dévoreront les vivants,

Tant et si bien que les morts

Dépasseront en nombre les vivants !
— Descente d’Ishtar aux Enfers - Environs du Xe siècle av. J.-C.
Ereshkigal devine qu'Ishtar souhaite prendre le pouvoir sur les Enfers et demande au portier de la faire entrer « selon la règle antique de l'Enfer » : lui enlever un de ses vêtements à chaque fois qu'elle passe par l'une des sept portes jusqu'au trône d'Ereshkigal. Ainsi, elle apparaît nue face à sa sœur Ereshkigal. Celle-ci demande à Namtar, le juge des Enfers, de « lâche(r) sur elle [Ishtar] les Soixante maladies » terrassant ainsi la déesse. Ce qui crée, chez les vivants, un arrêt total du désir, du rut et de l'amour physique.
Voici que nul taureau ne montait plus de vache,

Nul baudet ne fécondait plus d'ânesse,

Nul homme n'engrossait plus de femme, à son gré :

Chacun dormait seul en sa chambre

Et chacune s'en allait coucher à part !
— Descente d’Ishtar aux Enfers - Environs du Xe siècle av. J.-C.
Face à cet arrêt catastrophique, Ea envoie un seul envoyé : « Âsu-su-namir » qui veut dire « Son apparition et éblouissante » — un « inverti », un homme féminisé ou assinum. Il est chargé de mettre Ereshkigal en joie afin qu'elle consente à ressusciter Ishtar. L'envoyé réussit sa mission et le juge Namtar est donc chargé d'asperger Ishtar de l'eau vitale, ce qui lui rend la vie. Mais Ereshkigal découvre la nature de l'assinum et le maudit. Elle le condamne à rester, lui et ses semblables, en marge de la société.
Eh bien ! je vais porter contre toi, Â.su-su-namir,

Une grande malédiction,

Et t'assigner à jamais un pénible destin ;

Désormais ta pitance

Sera celle produite par les « charrues-de-ville »,

Et ta boisson, celle tirée de caniveaux de la ville.

Tu ne stationneras.

Que dans les renfoncements des remparts

Et ne demeureras qu'au seuil des portes.

Ivrognes et soiffards te souffletteront à leur gré !
— Descente d’Ishtar aux Enfers - Littérature akkadienne
Une fois revenue à la vie, Ishtar peut remonter vers le monde des vivants, mais, pour y rester, elle doit trouver un substitut pour la remplacer aux Enfers. À la différence de la version sumérienne, Ereshkigal donne ici des instructions aux démons qui accompagnent Ishtar : ils doivent faire en sorte qu'elle soit remplacée aux Enfers par Tammuz (Dumuzi en akkadien). L'un d'eux a aussi pour instructions de faire parfumer Tammuz, de le faire laver et soigner et de lui faire rencontrer des « filles de joie » afin qu'il soit enjoué quand il rencontre Ishtar à son retour.
Pour ce qui est de Tammuz, l’époux de son premier amour,

Fais-le se laver d’eau claire, se frotter de parfum,

Se revêtir d’une tenue d’éclat :

Qu’il batte de la Baguette bleue

Et que des filles de joie lui animent le cœur !
— Descente d’Ishtar aux Enfers - Littérature akkadienne
Sans transition aucune, la sœur de Tammuz — Geshtinanna ou « Belili » en akkadien — est horrifiée à l'idée d'être arrachée à son frère. Ereshkigal ajoute ensuite qu'il remontera sur Terre escorté par les pleureuses.
« C'est mon unique frère (criait Belili) :

Ne me l'arrachez pas ! »

Lorsque remontera Tammuz

Baguette bleue et Cercle rouge

remonteront avec lui!

Remonteront, pour l'escorter, ses pleureurs et pleureuses.

Même les morts remonteront

Humer la bonne odeur des fumigations.
— Descente d’Ishtar aux Enfers - Littérature akkadienne

## Un mythe recomposé
L'historienne Dina Katz divise le mythe en deux parties pouvant être considérées toutes deux comme des récits indépendants. Dans la première partie, après avoir donné des instructions à son assistante Ninshubur, Inanna entre dans les enfers, affronte sa sœur et, délivrée de la mort par Enki, retourne parmi les vivants. La chercheuse souligne par ailleurs, à la lumière des injonctions données par la déesse à son assistante, qu'au lieu d'avoir accompli un geste désinvolte et plein d'orgueil, Inanna a bel et bien organisé son voyage, prévu sa propre mort et sciemment provoqué l'intervention d'Enki pour la ressusciter ; quels qu'en soient les buts, apparemment, l'entreprise d'Inanna est un réel succès. Pour Bendt Alster, cet épisode est, en outre, assez proche du mythe d'Inanna et Enki où Inanna entre dans la ville d'Uruk pour y voler des Me détenus par Enki,. La seconde partie commence juste après la malédiction proférée par Inanna à l'encontre de Dumuzi. Elle constitue presque une courte version du mythe du Rêve de Dumuzi où l'auditeur suit la longue agonie de Dumuzi avant son départ pour le Monde d'En-bas. Les parties originales du récit de la Descente d'Inanna aux Enfers semblent être, d'une part, le retour de Dumuzi et son remplacement par Geshtinanna et, d'autre part, la condamnation d’Inanna d’apporter un substitut afin de la remplacer aux Enfers et la recherche de celui-ci. Pour Dina Katz, la condamnation d'Inanna constitue un épisode intermédiaire qui relie les deux histoires indépendantes constitutives du récit,.
En outre, la chercheuse Noga Ayali-Darshan examine les multiples occurrences de la phrase « Inana remonte des Enfers » entre les lignes 282 et 306 du mythe. Celles-ci, au nombre de cinq, servent de soudure entre les deux parties indépendantes composant le récit et semblent refléter des stratégies éditoriales spécifiques (l'expansion liée et la répétition résomptive), utilisées pour intégrer de nouvelles additions au récit original. Ces répétitions constituent des techniques qui renforcent la structure narrative du passage transitoire. Elle souligne donc l'importance de comprendre ces répétitions non comme des anomalies, mais comme des éléments clés du développement textuel et littéraire du mythe de la Descente d'Inanna aux Enfers.

### Une déesse coupable
Cette division conduit notamment l'historienne Dina Katz à penser que la Descente d'Inanna aux Enfers opère un réarrangement des mythes qui constituent cette histoire. Ce réarrangement a pour effet — voulu ou non — de rendre Inanna responsable de la mort de son époux Dumuzi. Sa conclusion s'établit sur l'absence totale d'Inanna dans le mythe du Rêve de Dumuzi. Mythe dont le personnage central est Dumuzi sous la forme d'un dieu/berger dont le rôle se résume à être emmené par les démons et à mourir après un rêve prémonitoire. Elle souligne également l’existence de plusieurs lamentations d'Inanna où la déesse pleure la mort de son mari Dumuzi et cherche parfois même à le venger — notamment dans Inanna et Bilulu.
Même si l'historien Jean Bottéro considère, contrairement à Dina Katz, que la trame du poème Inanna et Bilulu se passe dans les circonstances dans lesquelles la mort de Dumuzi est provoquée par la déesse,, il explique ce réarrangement par ce qu'il appelle une « socialisation » du mythe. Le mythe naturaliste de fertilité s’efface au regard d'une nouvelle conception de la famille : Inanna, déesse garante de l'attirance physique, du rut et du désir, est l'amante légère et capricieuse, l'« épouse de la main gauche » qui, par un geste impulsif et plein d’orgueil, se rend responsable de la disparition de son époux du moment. Dans le récit de la Descente d'Inanna aux Enfers, elle est mise en comparaison avec une autre personnalité féminine : Geshtianna. Celle-ci incarne un amour fraternel, fort et courageux, amour pour lequel la vie même peut-être sacrifiée, face à l'inconstant désir d'Inanna, assassine de son amant.
La prière adressée à Ereshkigal à la fin de la version sumérienne accentue encore la faute d'Inanna : cette soudaine mise en valeur de la Reine des morts, alors qu'elle ne joue qu'un rôle secondaire dans l'intrigue, semble lui donner un caractère plus réfléchi. Ereshkigal est la seule protagoniste ayant vraiment profité du coup de tête de sa sœur. Ceci par opposition à Inanna, déesse instable et capricieuse qui a échoué dans son écervelée tentative de conquête et qui, dans la course, a perdu son époux — en outre, cette prière suit le rappel du triste sort de Dumuzi. À moins qu'il ne s'agisse d'une mesure de prudence visant à mettre le conteur à l’abri de la terrible déesse des Enfers.
Par contre, dans la version akkadienne du mythe, Inanna voit sa responsabilité diminuer au point de la partager avec sa sœur Ereshkigal. Cette dernière, en ordonnant discrètement à un de ses démons de faire parfumer, laver, soigner Tammuz et de lui faire rencontrer des « filles de joie », semble avoir manigancé une mise en scène visant à provoquer la colère d'Ishtar alors que celle-ci rencontre un mari enjoué au lieu d'un époux endeuillé. Même si la damnation qu'Inanna profère à son amant reste un geste déroutant, mais typique du caractère fougueux et irréfléchi de la déesse de la version sumérienne, Ereshkigal, la déesse des Enfers, endosse dans la version akkadienne une part de responsabilité dans le sort de Tammuz — en se vengeant sans doute de la perte d'un pensionnaire précieux en la personne d'Ishtar. Ainsi, les mentalités évoluent au cours des siècles et, entre les deux versions, le mythe s'est probablement humanisé en transformant Inanna, responsable d'un terrible crime, en une Ishtar prisonnière d'un concours de circonstances plus proche de ce qu'un humain pourrait également subir.

### L'élaboration d'un rite funéraire
Bénédicte Cuperly, reprend la division suggérée par Dina Katz (voir plus haut), et analyse la dernière partie comme contenant la création de rites funéraires. Dumuzi ne cherche pas à fuir la mort, mais il meurt directement après qu’Inanna l'a indiqué aux démons comme substitut pour la remplacer aux Enfers, en le regardant du même « regard de la mort » dont elle a été victime de la part d’Ereshkigal. La relecture des textes indique également qu'Inanna ne livre pas Dumuzi, mais bien une partie de ce dernier : la « chose » de Dumuzi, sans doute sa vie terrestre. Elle et son frère Utu chassent ensuite les démons pour s'assurer de l'accomplissement des rites funéraires. Par la suite, les transformations de Dumuzi, ses évasions et les prières qu’il adresse à Utu sont des rituels qui permettent l’élaboration de son « Gedim » et évitent au mort un effacement complet. Ce faisant, la déesse donne à Dumuzi la possibilité de vivre sous une autre forme dans le monde des morts et le prépare ainsi à la possibilité de revenir parmi les vivants. Innana ne tue donc pas Dumuzi par colère : son mari étant le seul capable de collaborer avec elle pour qu’elle puisse sortir des Enfers.
En tuant Dumuzi dans la seconde partie, Innana est assimilée à Ereshkigal, la reine des Enfers. Tandis que, dans la première partie, Dumuzi est rapproché d’Innana victime de la reine des Enfers. En partant et en revenant des Enfers où elle a trouvé mort et résurrection, la déesse acquiert le pouvoir de donner la mort. La mort de Dumuzi est ainsi valorisée, car elle est le fait d'une déesse et qu'elle permet le retour de cette déesse dans le monde des vivants. Ainsi, grâce aux rites funéraires, la mort est vécue par les humains comme celle de Dumuzi : elle est comprise par les mésopotamiens comme l'arrêt d'une certaine forme de vie et le commencement d'une autre ; elle revêt donc un sens et peut partiellement être transcendée.
En outre, le mythe de la Descente d'Inanna dans les Enfers illustre l'aspect royal de Dumuzi : en permettant à celui-ci de revenir à chaque printemps, Inanna s'affiche non seulement comme la maîtresse de la mort, mais également de la vie et, pour le remercier de s’être sacrifié pour son retour parmi les vivants, elle l'emmène six mois par an dans les cieux dans lesquels elle vit. Pour la chercheuse, tous ces éléments confirment la possibilité que la Descente d’Inanna est un récit écrit par le clergé de la déesse.

## Thèmes développés par le mythe
Recomposé à partir de plusieurs mythes indépendants,, le mythe de la Descente d'Inanna aux Enfers présente l'opportunité de comprendre le monde infernal ou le cycle des saisons vu par les mésopotamiens.

### Le cycle des saisons
L'historien Thorkild Jacobsen trouve dans la Descente d'Inanna aux Enfers les traces d'anciens mythes qui forment une allégorie du cycle saisonnier de la mort et de la renaissance de la nature où le retour à la vie de chaque personnage dépend de la mort d'un autre. Après la mort de Dumuzi qui permet à Inanna de rester en vie, le personnage de Geshtinanna accepte de mourir afin de permettre à son frère de renaître. Ce dernier incarne le grain d'orge qui sert à la confection de la bière (quand il n'est pas repris sous son aspect de berger) et sa sœur incarne le raisin dont le jus permet de faire le vin. Les deux dieux représentent chacun une boisson enivrante qui sont produites et mises en cave alternativement durant les périodes de l'année où leurs dieux sont respectivement aux Enfers. Quant à la première partie de la Descente d'Inanna aux Enfers, tout commence à la saison où les réserves de grains ne sont plus remplies par l'arrivage des récoltes et sont, par conséquent, lentement consommées sans être réapprovisionnées — comme le lent dépouillement de la déesse au passage des sept portes — jusqu'à ce qu'il ne reste plus que de la vieille viande sèche sur les clous avant le retour des nouvelles récoltes et le retour des eaux de l'Apsû, domaine appartenant au dieu Enki.
Mais, pour d'autres chercheurs moins naturalistes, le mythe n'illustre au mieux que le thème de l'alternance des saisons,. C'est un aspect qui trouve plutôt son origine dans le mythe de Dumuzi ou même dans d'anciennes croyances ou traditions rattachées aux premiers âges d'Uruk dont il ne faut voir, dans la Descente d'Inanna aux Enfers, qu'un reflet transformé au goût de l'époque de sa rédaction.

### La nudité d'Inanna et des morts

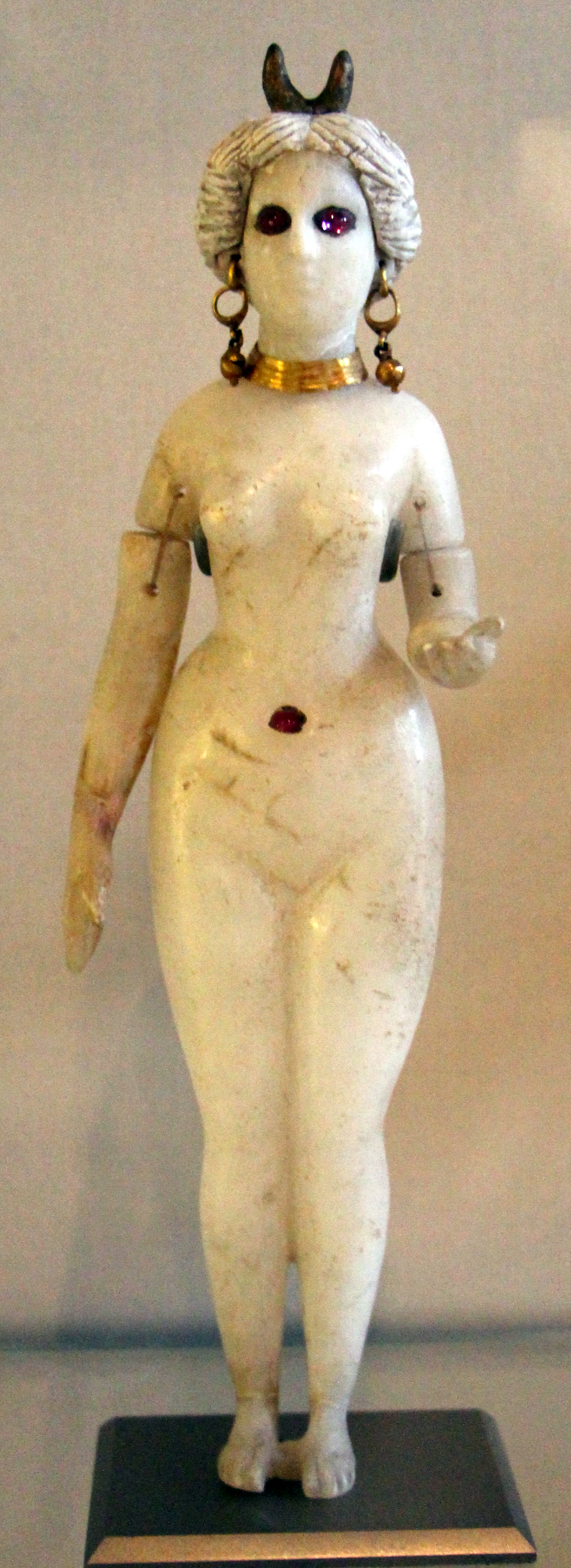
Statuette d'Ishtar en albâtre -. Musée du Louvre, Paris.

Dans le mythe de la Descente d'Inanna aux Enfers, après être passée par les sept portes, la déesse se présente nue à Ereshkigal. La signification de ce dénuement est l’objet de plusieurs hypothèses.
Pour Jean Bottero et Samuel Noah Kramer, Inanna est dépouillée de ses vêtements et, donc, de ses « Me ». Ses pouvoirs sont diminués, elle est  « matée » . Elle est tellement bien dépouillée de tous ses pouvoirs qu'Ereshkigal n'a aucune difficulté à faire « lâcher sur elle les Soixante maladies », à la condamner à « demeurer morte » et à accrocher son cadavre à un clou. Ainsi en va-t-il des défunts qui arrivent aux enfers à qui on enlève toute vitalité et que l'on met au niveau de tous les autres morts.
Pour Zainab Bahrani, professeur d'art ancien et d'archéologie du Proche-Orient, la mise à nu ne signifie ici nullement un affaiblissement mais bien une préparation. Rien dans la littérature mésopotamienne ne permet de penser à une humiliation ou encore à une diminution des pouvoirs d'Inanna. Pour elle, les morts — ou les résidents du royaume des morts — sont souvent représentés ou décrits dans leur nudité. Ainsi Ishtar, d'ailleurs souvent représentée nue avec une cape ou des bijoux, est progressivement préparée à séjourner dans le royaume des morts.
De son côté, l'historienne Dina Katz met en évidence plusieurs indices qui laissent à penser que les morts n'arrivent pas aux Enfers dévêtus ou dépouillés : le roi Ur-Nammu arrive au royaume des morts en char, porteur de somptueux cadeaux faits aux dieux et, dans de nombreuses sépultures royales d'Ur, s'il est difficile de détecter s'ils sont habillés ou non, les corps sont parés de toute une série d'objets représentant vraisemblablement le statut social ou la richesse du mort. D'après l'historienne, la nudité d'Inanna/Ishtar est une exception à la règle. Pour dévêtir Inanna, Ereshkigal doit bel et bien piéger la déesse des amours et lui inventer une histoire de sept portes pour lui faire enlever tous ses « Me » ; ceux-ci étant plus en relation avec le désir et la sexualité qu'avec les morts et l'affliction, Ereshkigal cherche à imposer à Inanna des « Me » plus appropriés.
Dans Nergal et Ereshkigal, le dieu Nergal s'en va également aux Enfers à l'entrée duquel il est délesté de ses objets sans pour autant être dénudé. À la lumière de ce récit, le fait qu'Inanna soit nue en arrivant aux Enfers ne revêt donc d'importance que par l'absence de ses « Me ». Dans un autre exemple, dans l'Épopée de Gilgamesh, avant de se rendre aux Enfers, Enkidu reçoit de son ami l'instruction de se vêtir d'un habit sale afin de ne pas se faire repérer en tant qu’intrus venant du monde des vivants. Ce qui implique que les morts ne sont pas nus aux Enfers.
Pour Louise Prike, Inanna est vêtue de ses plus belles robes et atours alors qu'elle affirme avoir l'intention de faire des offrandes funéraires et de pleurer son beau-frère Gugalanna. L'assemblage de la robe, du discours et des intentions d'Inanna révèle un puissant mélange d'audace et d'ambition, des qualités qui caractérisent largement la déesse Inanna/Ishtar dans la littérature mésopotamienne. Il est donc possible que la réponse peu accueillante d'Ereshkigal à la visite de sa sœur soit en partie faite avec dessein de blâmer Inanna/Ishtar.

### Une géographie des Enfers
Si la Descente d'Inanna aux Enfers présente la façon d'accéder au royaume des morts, la version akkadienne du mythe en présente une assez longue description (sous le nom d'« Irkalla », la « Grande Cité » ou la « Grande Terre »). À la lecture des deux œuvres, on entre dans le monde des morts, lieu de damnation éternelle, par le palais de Ganzer que l'on atteint après la longue traversée d'une large steppe et de nombreuses montagnes par le « Chemin à l'aller sans retour »,.
Ce « Chemin à l'aller sans retour », à la lecture des nombreux textes d’exorcisme, peut paraître tout à fait inadapté. En effet, les fantômes (ou etemmu), qui reviennent  et qui s'en vont — afin de tourmenter les vivants ou d'être interrogés par ceux-ci —, peuvent laisser croire à une forme de libre circulation entre le monde des vivants et le monde des morts.  Quelques indices dans le mythe de la Descente d'Ishtar aux Enfers — comme la menace proférée par Inanna de faire  « remonter les morts qui dévoreront les vivants » — permettent de comprendre que, s'ils remontent, les fantômes ne le font pas de leur propre volonté et que cela doit être provoqué par un facteur extérieur. En outre, le fait que « sur la porte et le verrou s'accumule la poussière » indique que la sortie des Enfers est rarement ouverte.
Les Enfers sont donc pourvus d'une porte et d'un verrou. C'est attesté non seulement dans le mythe de la Descente d'Inanna aux Enfers mais aussi dans celui de Nergal et Ereshkigal ou, dans une moindre mesure, celui d'Enlil et Ninlil.  Derrière cette porte à laquelle se heurtent Ishtar/Inanna ou Nergal, se trouvent sept autres portes successives qui mènent au cœur des Enfers. Du fait que les Enfers sont perçus comme un endroit d'où il est difficile de s’échapper, ces sept portes sont parfois envisagées comme percées dans autant de remparts qui entourent les Enfers. Mais, en réalité aucun texte n'y fait allusion. Par contre, dans le récit de la Descente d'Inanna aux Enfers les consignes que le portier des Enfers reçoit de sa maîtresse Ereshkigal indiquent que les sept portes sont situées dans le palais du Ganzer.
« Et n'oublie pas ce que je t'ordonne!

Tire le verrou des Sept-portes du monde d'En-bas :

Ouvre l'une après l'autre

Les portes du palais de Ganzer, … »
— Descente d’Inanna aux Enfers - XVIIe siècle av. J.-C.
Dans la version akkadienne, les Enfers sont perçus par les mésopotamiens de manière très pessimiste : le destin du mort n'y est aucunement joyeux, le plaisir et l'affection en sont totalement absents. Le mort y entre sous la forme d'un esprit — un etemmu —, pour y vivre une pâle réplique de sa vie terrestre. Il s'y « alimente de terre » et l'Épopée de Gilgamesh ajoute qu'il s'y « abreuve d'eau trouble ». Le mort y accomplit les mêmes gestes accomplis dans sa vie d'avant. Mais tout dépend de la façon dont les vivants traitent et célèbrent le mort, d'où l'importance apportée, dans la Descente d'Inanna aux Enfers, aux rituels de deuil qui peuvent alléger le triste destin des disparus,.
En la Demeure où les arrivants

Sont privés de lumière,

Ne subsistant plus que d'humus, alimentés de terre,

Affalés dans les ténèbres, sans jamais voir le jour,

Revêtus, comme des oiseaux, d'un accoutrement de plumage.
— Descente d’Ishtar aux Enfers - Environs du Xe siècle av. J.-C.
L'historienne Jo-Ann Scurlock souligne toutefois que la description des Enfers proposée par les auteurs de la Descente d'Istar aux Enfers, représente probablement une vision volontairement altérée des Enfers : une vision présentée du point de vue des vivants ou d'Ishtar elle-même. Elle rappelle que le soleil de Shamash, dans sa course entre le jour et la nuit, séjourne alternativement au-dessus et en dessous de la surface de la terre et qu'il illumine ainsi tant le monde des vivants que le monde des morts.  Ces morts, même s'ils subissent un séjour terne, reproduisent les mêmes gestes produits durant leur vie, tout en mangeant du pain et buvant de l'eau claire. Ceci est d'autant plus vrai que tout se passe dans une société similaire à celle des vivants régie par une hiérarchie représentée par le couple Nergal-Ereshkigal qui règne dans un palais fait de lapis-lazuli.

## Rites, prières et festivals
La lecture de documents de comptabilité de plusieurs villes indique l'existence, au cours de la troisième dynastie d'Ur, d'un rituel nommé « Giranum » qui semble reprendre des lamentations relatives à la descente de déesses vers le monde inférieur et à leur retour. Même s'il n'y a pas, dans ces documents, de références immédiates au mythe de la Descente d'Inanna aux Enfers, ce « Giranum » est célébré à Ur au moins en l'honneur d'Annunitum ou d'Ulmashitum  — déesse liée à l'accouchement. Ce rituel comprend également un banquet, peut-être un repas de fête célébrant le retour de ces déesses du monde inférieur.
La version akkadienne, la Descente d'Ishtar aux Enfers, se termine par ce qui semble être des instructions pour les rituels de lamentations pour Dumuzi. Celles-ci sont attestées pour les villes de Mari et de Ninive (période paléo-babylonienne). À Mari, l'usage d'une grande quantité de céréales pour les pleureuses, ainsi que le nettoyage régulier des statues d'Ishtar et de Dumuzi sont comptabilisées. Ces rites de lamentations avaient lieu au cours du quatrième mois, à la mi-été et servaient à interpréter le deuil dans lequel sont plongées la mère de Dumuzi, Ninsun (ou Duttur, la brebis divine), sa sœur Geshtinanna et même son épouse Inanna. D'autres documents indiquent aussi que des cérémonies de lamentations à Dumuzi ont encore cours au IIe millénaire av. J.-C. dans le royaume de Mari, notamment l'enregistrement d'une dépense d'huile « pour l'enterrement de Dumuzi » et d'un autre enregistrement « pour Dumuzi, lorsqu'il est ressuscité ». Plusieurs entrées de Dumuzi dans le sanctuaire de Belet-ekallim sont également mentionnées.
La version sumérienne de la  Descente d'Inanna aux Enfers se termine par une prière à Ereshkigal : « Comme il est doux de te célébrer, Auguste 
Ereshkigal ! » et ne contient aucune indication rituelle. Cependant, au cours de la période paléo-babylonienne, la statue d'Inanna semble faire régulièrement le voyage d'Uruk vers Kutha, siège des divinités infernales, en passant par les sept villes d'Inanna citées dans la Descente d'Inanna aux Enfers.
Après la chute de la dynastie d'Isin (XVIIIe siècle av. J.-C.), Tammuz (version akkadienne de « Dumuzi ») semble passer d'une fonction de divinité de l'abondance à une fonction plus secondaire principalement rattachée aux Enfer. Dans cette optique, le mois de Tammuz passe au quatrième mois (juillet), début de la saison sèche qui correspond à la célébration de sa mort. Cette célébration devient également l'occasion d'un rite d'exorcisme où les âmes errantes (etemmu) revenues des Enfers pour hanter les vivants — de même que les maladies et les troubles — étaient confiées à Tammuz afin qu'il les guide, en bon berger, vers l'endroit d'où elles ne devraient plus revenir.
Durant la période néo-assyrienne (911 - 609 av. J.-C.), pendant les fêtes du nouvel an, un rituel appelé « Allatu » est exécuté à Ninive durant le mois de Nissan (mars - avril). Ce rituel consiste au dépouillement d’une statue de la déesse Ishtar par une personne jouant le rôle de la déesse Ereshkigal (« Allatu » en assyrien). Durant la même période, un rituel appelé Taklimtu consistait à exposer et à pleurer le corps et les objets personnels de Tammuz,.

## La descente d'Inanna à travers les siècles

### Ishtar d'Arbèle et les gnostiques
Selon le chercheur Simo Parpola, le mythe de la Descente d'Ishtar aux Enfers inspire les rites initiatiques des prêtres du sanctuaire d'Ishtar d'Arbèle en Assyrie. Rites au cours desquels une adoration sans fin de la déesse permet d'atteindre l’union mystique avec le dieu Assur,. Selon l'historien, il en va de même avec le mythe gnostique de la Chute de Sophia et  le thème de la purification présent dans L'Exégèse de l'âme, autre texte gnostique dont la composition remonte entre 120 et 135 apr. J.-C..
Mais cette interprétation est vivement contestée dans la communauté des historiens. Pour Jerrold Cooper, même si certains schémas propres au Proche-Orient ancien persistent dans la Grèce Hellénistique et rendent possible une similarité entre la Descente d'Inanna aux Enfers et les mythes gnostiques, aucun document écrit ou aucune preuve tangible ne permet de faire remonter les origines de ces textes à la civilisation assyrienne ou mésopotamienne.

### Les lamentations pour Tammuz
Vers la fin du Ier millénaire av. J.-C. : partiellement assimilé à Osiris, Tammuz devient Adon (« notre seigneur » ou « notre maître »). Sa disparition était alors pleurée annuellement à Chypre, Jérusalem, Byblos et, plus tard, à Rome et en Grèce (durant un festival nommé « Deikrerion », nom dérivé du « Taklimtu ») sous le nom d'Adonis ou même en Phrygie sous le nom d'Attis. Le thème de la disparition et de la renaissance de la végétation en parallèle à la descente et la remontée d'un personnage divin se retrouve également dans plusieurs de ces mythes et, plus particulièrement, dans le mythe grec de Perséphone, fille de Déméter,. Ces nombreuses similitudes entre ces mythes et le cycle de Dumuzi amènent les historiens à penser que Dumuzi est le dieu prototype du dieu mourant.
Il reste, en outre, quelques traces du culte de Tammuz au début du Xe siècle apr. J.-C.. Le dieu est cité dans l'introduction de L'Agriculture nabatéenne. Écrit ou traduit en arabe par l'écrivain araméen, Ibn Wahshiyya, le livre mentionne l'existence de rites de lamentations adressés à Tammuz. Ces rites sont effectués, pendant le mois de Tammuz, en majorité par des femmes sabéennes dans les environs de Bagdad et dans la ville d'Harran. À part la relation avec le thème de la mort, la signification originelle de ces rites semble totalement oubliée : Tammuz est un pauvre homme tué plusieurs fois de suite de manière horrible et que l'on pleure depuis des générations. Il semble également possible que, par conversion — forcée ou non — de sabéens au christianisme ou par la cohabitation entre chrétiens et sabéens à Harran, les lamentations pour Tammuz se soient petit à petit transformées en lamentations pour le martyre de saint Georges — ceci, par l'entremise d'un personnage que les chrétiens de l'époque connaissent sous le nom de « Jūrjīs » fêté de même manière que Tammuz.

### La Descente et la Bible
Selon l'historien des religions Daniel Faivre, il existe de nombreux points communs entre le Shéol des Hébreux et l'Irkalla akkadien tel qu'il est, entre autres, décrit dans la Descente d'Ishtar aux Enfers : les deux lieux sont de mornes terres souterraines, grises et poussiéreuses où demeurent les morts au cours d'une triste survie. En outre, les quelques traces subsistantes de la religion hébraïque ancienne laissent également apparaître quelques indications sur des divinités infernales : un couple Bélial-Sheol doté de prérogatives similaires à celles du couple suméro-akkadien Nergal-Ereshkigal. Plus tard, par syncrétisme, Nergal/Bélial devient un ange déchu et Ereshkigal/Shéol devient le lieu même des Enfers.

Dans le verset 2:8 du livre de Nahum de l'Ancien Testament, le mot « dépouillée » (ou « mise à nu », dans la traduction de Louis Segond) pourrait faire allusion au dépouillement de la déesse dans la Descente d'Ishtar aux Enfers. En recoupant le verset de la prophétie de Nahum avec des documents qui concernent la chute de Ninive en 612 av. J.-C., le bibliste Aron Pinker interprète le passage comme étant un appel désespéré des ninivites auprès d'Ishtar. Ceux-ci implorent la déesse de les sauver de l'attaque des Babyloniens et des Mèdes et provoquent sa descente aux Enfers par le déshabillage rituel de sa statue. Celle-ci, en remontant des Enfers avec son époux Tammuz, devrait sauver les habitants de la ville du désastre imminent.

« C’en est fait : elle est mise à nu, elle est emmenée ;
ses servantes gémissent comme des colombes,
et se frappent la poitrine. »

— Nahum 2:8
Une autre interprétation de ces vers s'appuie plus sur le mot « déportée », « enlevée », « déplacée » (ou « emmenée », dans la traduction de Louis Segond) : l’exégète Mathias Delcor voit dans la déportation de la statue d’Ishtar, une simple marque de victoire que les envahisseurs de Ninive imposent à la ville vaincue ; le dépouillement de la statue de toutes ses richesses et le vol de cette dernière.
En ce qui concerne l’évocation des colombes, elle semble se référer à une formulation purement babylonienne voulant exprimer l’angoisse et la souffrance que ressentent les « servantes » d’Ishtar. Il n'est cependant pas impossible d'envisager la colombe comme un symbole de la déesse, mais celui-ci n’est pas formellement attesté en Babylonie. Par contre, il l’est bien en ce qui concerne la Palestine où la colombe est le symbole d’Astarté.

Quant à Dumuzi, il apparaît sous son nom akkadien « Tammuz » dans la Bible, dans le Livre d'Ézéchiel.

« Et il me conduisit à l'entrée de la porte de la maison de l’Éternel, du côté du septentrion. Et voici, il y avait là des femmes assises, qui pleuraient Tammuz. »

— Ézéchiel 8:14
Cette vision prothétique peut être rapprochée du verset suivant, celle où le prophète a vu des hommes adorer le Soleil à l'entrée du temple lui-même (Ézéchiel 8:16). Ces deux versets symbolisent le passage du printemps à l'été brûlant (soleil).

Il n'y a pas d'autres indications du culte de Tammuz ou d'Ishtar dans l'Ancien Testament. Cependant le culte de Tammuz pourrait être rapproché du culte d'Hadadrimmon visé dans un verset du Livre de Zacharie. Verset dans lequel le prophète parle du deuil rendu au roi Josias comparable à d'autres lamentations rituelles qui auraient été effectuées dans la vallée de Megiddo.

« Ce jour-là, le deuil sera grand à Jérusalem, comme le deuil d'Hadadrimmon dans la vallée de Megiddo. »

— Zacharie 12:11
 Bendt Alster voit aussi un rapport entre Tammuz et la divinité « al hemdat nashîm » (« chère aux femmes ») dans le Livre de Daniel. 

« Il n'aura égard ni aux dieux de ses pères, ni à la divinité chère aux femmes ; il n'aura égard à aucun dieu, car il se glorifiera au-dessus de tous. »

— Daniel 11:37

### Musique et chorégraphie
En 1896, Vincent d'Indy compose une suite pour orchestre intitulée Istar, variations symphoniques, op.42. Le compositeur s'inspire du parcours de la déesse à travers les sept portes des Enfers pour soumettre son thème musical à des variations allant, à l'instar du dénuement de la déesse, du composé au simple. Ce n'est qu'au moment des retrouvailles d'Ishtar et de son aimé dans les Enfers que le compositeur dévoile le thème qui l'a inspiré dans la création de l’œuvre. Dans une lettre du 15 septembre 1896, d'Indy confie, par ailleurs, à son ami Ropartz : « Je doute fort qu'un public quelconque comprenne la façon insolite dont mon morceau est bâti… Je crois cependant que ce ne sera pas embêtant à entendre, mais personne n'y comprendra rien (d'autant plus que ça s'appelle Istar, sans autre explication), mais moi, ça m'a énormément amusé à écrire ! »
Le 10 juillet 1924, les variations de Vincent d'Indy sont reprises sous la forme d'un ballet en un acte à l'Opéra Garnier avec Ida Rubinstein et Serge Lifar, décors et costumes de Léon Bakst, dans une chorégraphie de Léo Staats.

### Psychanalyse et thérapies
Les psychanalystes — comme les mythologues, anthropologues, philosophes, etc. — reconnaissent dans les mythes l’expression de réalités psychiques, de processus psychologiques opérants à travers les siècles ; ils s’intéressent aux récits de l'antiquité et décodent les intuitions des anciens vis-à-vis des réalités psychiques qui régissaient (et régissent encore au XIXe siècle) les comportements et attitudes humains. Pour Sigmund Freud par exemple, le mythe d'Œdipe devient le mythe fondateur de toute sa psychologie.
En 1949, le mythologue et conférencier américain Joseph Campbell comprend l'intrigue du mythe de la Descente d'Inanna aux Enfers comme exprimant le fait qu'il est nécessaire de débarrasser l'Ego des défenses et des décorations sociales — les sept parures d'Inanna — qui l'encombrent avant d'affronter l'Ombre. L'« aide extérieure » (le galatura et le kurgara)  vient d'elle-même une fois l'Ego dépouillé de ses défenses.
La psychanalyste Mary Esther Harding, en 1953, interprète la Descente d’Ishtar aux Enfers, comme une expression de l’aspect transpersonnel du sentiment amoureux et du désir sexuel. Pendant le séjour d’Ishtar dans  le monde d'en-bas, il n’y a plus de désir (Éros) ni de fertilité sur terre tandis qu’à son retour, hommes (et animaux, et plantes) se mettent à aimer et à se reproduire à nouveau. Autrement dit, le sentiment amoureux, l’attraction entre homme-femme, mâle-femelle, ne s’expliquent pas seulement en termes d'instinct reproductif. Ce mythe révèle l’aspect mystérieux — voire divin — du sentiment amoureux : « Les pouvoirs de l’amour et de la fertilité étaient les effets d’un esprit vivant qu’[Ishtar] porte avec elle … Elle-même se trouvait imprégnée de cet esprit et se donnait librement chaque fois que l’amour s’éveillait en elle… ». Si par « enfers » nous comprenons l’inconscient, nous pouvons dire que l’amour et le désir ne sont pas une simple affaire de volonté consciente ou d'attraction instinctive. Les aspects refoulés et inconscients de la personnalité sont impliqués, ainsi qu'une dimension irrationnelle qui inclut l'instinct mais également l'esprit et le spirituel ; l’amour en tant qu’esprit ou force psychique, peut disparaître ou rester absent à l’insu des intentions conscientes. Ce côté un peu changeant et capricieux de l’amour et du désir est mis en parallèle avec la qualité cyclique de la nature et ses saisons.
En 1983, la poétesse et folkloriste Diane Wolkstein, avec l'aide de l'historien Samuel Noah Kramer, recompose le mythe à partir de la version sumérienne. Elle en adapte la forme pour en permettre une lecture plus actuelle, plus continue. Elle y met en scène la vie d'une déesse depuis sa jeunesse jusqu'à sa maturité. Pour Wolkstein, la Descente d'Inanna aux Enfers représente une forme de crise personnelle qui oblige la personne à descendre dans ses profondeurs afin d'y « partir à la rencontre de son Ombre ». Sortir de la crise, c'est opérer à une union entre Inanna et son « côté sombre » : sa sœur Ereshkigal. Quand Inanna est dans le monde souterrain, Ereshkigal lui prend tous les pouvoirs et en prend le contrôle. Wolkstein interprète la dernière ligne de louange adressée à Ereshkigal comme un poème d'éloges dédié aux aspects plus négatifs de la psyché et l'obligation d'acceptation de l'Ombre.